# Pythagoras (software)
Pythagoras is een Belgisch programma dat werkt met behulp van computer-aided designs (CAD) en geografische informatiesystemen (GIS). Het programma wordt gebruikt voor toepassingen op vlak van landmeetkunde, burgerlijke bouwkunde, ontwerp van wegen, bijhouden van gegevens over ruimtelijke ordening, ontwerpen van toekomstige projecten en bestemmingsplannen. Met het programma kunnen in het veld verzamelde gegevens geanalyseerd worden. Het vectorgeoriënteerde bestandsformaat van Pythagoras-tekeningen is PYT.
In 1991 begon het bedrijf ADW Software met het ontwikkelen van het programma dat in januari 1992 voor het eerst is uitgebracht. In januari 2011 is Pythagoras overgenomen door het bedrijf Pythagoras BVBA.